# Consubstanciação

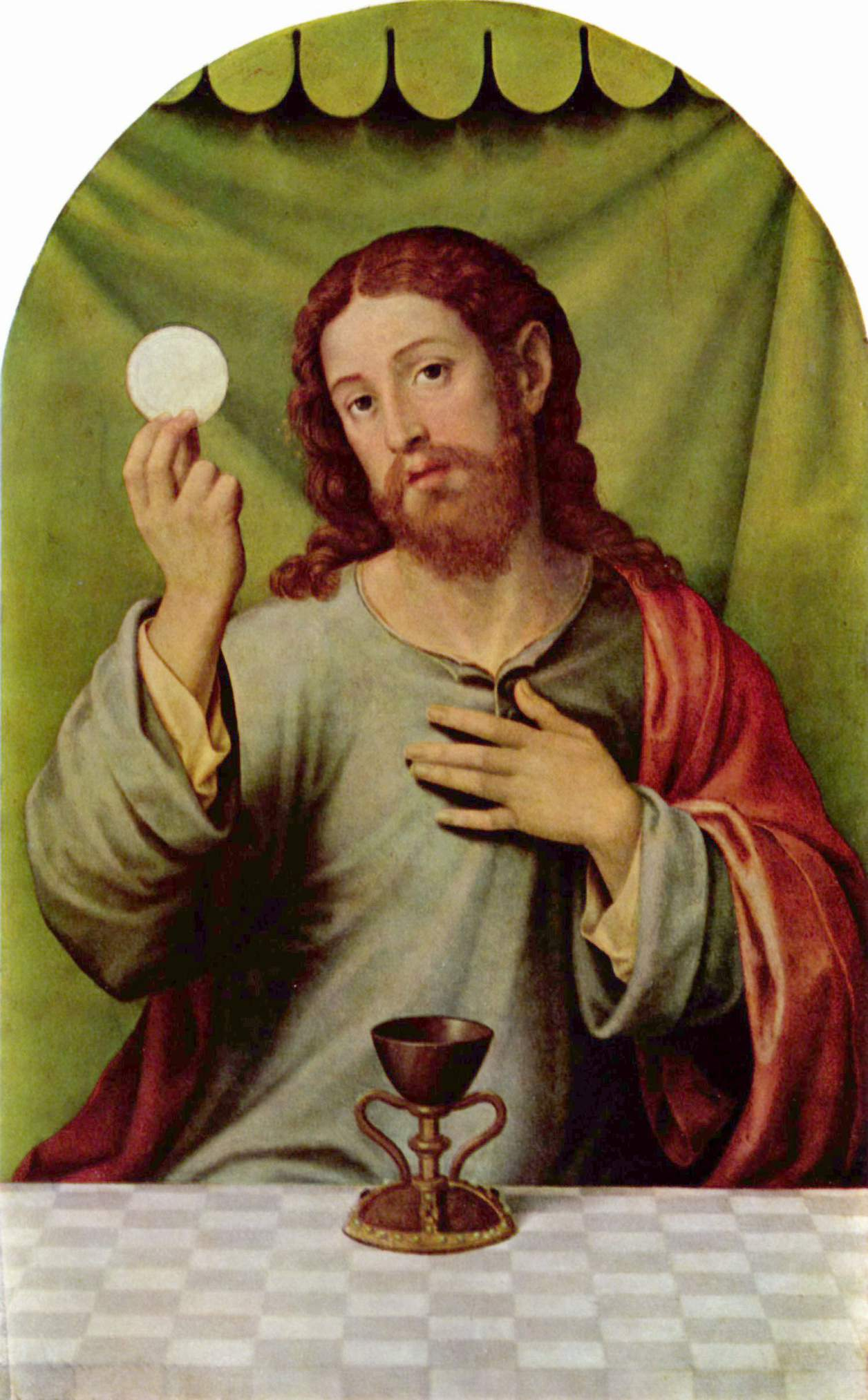
Jesus com a Eucaristia (detalhe), de Juan de Juanes, meados do final do século XVI.

Consubstanciação é o termo que indica a crença na união local das substâncias do Corpo e do Sangue de Cristo, com a substância do pão e do vinho. Assim sendo, o verdadeiro Corpo e Sangue de Cristo se encontram presentes real e localmente em, com e sob a substância do pão e do vinho sem modificá-las (transformá-las). Este conceito opõe-se à definição de Transubstanciação, na qual se crê que a substância do pão e do vinho sejam transformadas na substância do Corpo e Sangue de Jesus.
Na Consubstanciação, crê-se que as substâncias do Corpo e do Sangue de Cristo se unem à substância do pão e do vinho. Enquanto, na Transubstanciação, não estão mais presentes a substância do pão e vinho, pois estas são transformadas na substância do Corpo e Sangue de Jesus, permanecendo, entretanto, os acidentes do pão e do vinho.  
A Consubstanciação também é chamada de Empanação e pode ser definida através da seguinte concomitância teológica: "Assim como Jesus Cristo é Deus que se fez carne através da união hipostática da natureza divina e humana, na Consubstanciação Deus se faz Pão através da união (hipóstase) da substância de Cristo com a substância do Pão e do Vinho".
Um dos primeiros defensores da doutrina da Consubstanciação foi Berengário de Tours, que defendia que o pão consagrado conservava sua substância anterior, porém, ao mesmo tempo, adquiria a nova substância do Corpo de Cristo ("Panis sacratus in altari, salva sua substantia, est Corpus Christi, non amittens quod erat sed assumens quod non erat".). Suas posições teológicas foram condenadas por diversos Concílios (Roma 1050, 1059, 1078, 1079; Vercelli 1050; Poitiers 1074).
Durante a pré-Reforma Inglesa no século XIV, a Consubstanciação foi adotada como doutrina por Lollardos e seus seguidores.
A Reforma Luterana excluiu a doutrina da Empanação adotando o conceito de União Sacramental. Segundo o pensamento de Lutero, durante a consagração, a substância do Corpo e Sangue de Cristo se une à substância do pão e do vinho, permanecendo unidos unicamente após a Consagração e durante o uso do Sacramento.